# Relacja z pierwszej ręki
Relacja z pierwszej ręki – zbiór uprzednio publikowanych opowiadań fantastyczno-naukowych autorstwa Janusza Zajdla w wyborze Jadwigi Zajdel, wydany przez wydawnictwo superNOWA w 2010 r. W 2013 r. ukazał się w wersji elektronicznej nakładem BookRage.

## Spis utworów
- Bunt – po raz pierwszy w zbiorze opowiadań Przejście przez lustro z 1975 roku
- Dyżur – po raz pierwszy w zbiorze opowiadań Przejście przez lustro z 1975 roku
- Studnia – po raz pierwszy w zbiorze opowiadań Jad mantezji z 1965 roku
- Blisko słońca – po raz pierwszy w zbiorze opowiadań Przejście przez lustro z 1975 roku
- Uranofagia – po raz pierwszy w zbiorze opowiadań Ogon diabła z 1982 roku
- Diabelski młyn – po raz pierwszy w zbiorze opowiadań Przejście przez lustro z 1975 roku
- Ekstrapolowany koniec świata – po raz pierwszy w zbiorze opowiadań List pożegnalny z 1989 roku
- Towarzysz podróży – po raz pierwszy w zbiorze opowiadań Przejście przez lustro z 1975 roku
- Egipski kot – po raz pierwszy w zbiorze opowiadań Jad mantezji z 1965 roku
- Ogon diabła – po raz pierwszy w zbiorze opowiadań Ogon diabła z 1982 roku
- Skorpion – po raz pierwszy w zbiorze opowiadań Przejście przez lustro z 1975 roku
- Wyższe racje – po raz pierwszy w zbiorze opowiadań Wyższe racje z 1988 roku
- Adaptacja – po raz pierwszy w zbiorze opowiadań Wyższe racje z 1988 roku
- Chrzest bojowy – po raz pierwszy w antologii pt. Przepowiednia, t. 6 Polskiej noweli fantastycznej
- Wyjątkowo trudny teren – po raz pierwszy w zbiorze opowiadań List pożegnalny z 1989 roku
- Dokąd jedzie ten tramwaj? – po raz pierwszy w zbiorze opowiadań Iluzyt z 1976 roku
- Jad mantezji – po raz pierwszy w zbiorze opowiadań Jad mantezji z 1965 roku
- Iluzyt – po raz pierwszy w zbiorze opowiadań Iluzyt z 1976 roku
- Prognozja – po raz pierwszy w zbiorze opowiadań Iluzyt z 1976 roku
- Ten piękny dzień – po raz pierwszy w zbiorze opowiadań Iluzyt z 1976 roku
- Sami – po raz pierwszy w antologii pt. Kroki w nieznane, t. 3 z 1972 roku
- 869113325 – po raz pierwszy w antologii pt. Kroki w nieznane, t. 6 z 1975 roku
- Wszystkowiedzący – po raz pierwszy w zbiorze opowiadań Iluzyt z 1976 roku
- Satelita – po raz pierwszy w zbiorze opowiadań Wyższe racje z 1988 roku
- Poczucie winy – po raz pierwszy w zbiorze opowiadań Iluzyt z 1976 roku
- Metoda doktora Quina – po raz pierwszy w zbiorze opowiadań Przejście przez lustro z 1975 roku
- Gra w zielone – po raz pierwszy w zbiorze opowiadań Iluzyt z 1976 roku
- Felicitas – po raz pierwszy w zbiorze opowiadań Ogon diabła z 1982 roku
- Dowód – po raz pierwszy w zbiorze opowiadań Iluzyt z 1976 roku
- Raport z piwnicy – po raz pierwszy w antologii pt. Kroki w nieznane, t. 5 z 1974 roku
- Psy Agenora – po raz pierwszy w zbiorze opowiadań Ogon diabła z 1982 roku
- ...et in pulverem reverteris – po raz pierwszy w zbiorze opowiadań Ogon diabła z 1982 roku
- Relacja z pierwszej ręki – po raz pierwszy w zbiorze opowiadań Ogon diabła z 1982 roku